# Alassane Ouattara (piłkarz)
Alassane Ouattara (ur. 17 czerwca 1968) – iworyjski piłkarz grający na pozycji pomocnika. W swojej karierze rozegrał 9 meczów i strzelił 1 gola w reprezentacji Wybrzeża Kości Słoniowej.

## Kariera piłkarska
Ouattara podczas kariery piłkarskiej grał w klubie Africa Sports National.

## Kariera reprezentacyjna
W reprezentacji Wybrzeża Kości Słoniowej Ouattara zadebiutował 13 sierpnia 1989 w wygranym 5:0 meczu eliminacji do MŚ 1994 z Zimbabwe, rozegranym w Abidżanie. W 1992 roku został powołany do kadry na Puchar Narodów Afryki 1992. Na tym turnieju był rezerwowym i nie rozegrał żadnego spotkania, a Wybrzeże Kości Słoniowej wygrało ten turniej. W kadrze narodowej od 1989 do 1993 rozegrał 9 meczów i strzelił 1 gola.